# Romanos II
Romanos II (grekiska: Ρωμανός Βʹ), född 938, död 963, var en monark i kejsardömet Bysans mellan år 959 och 963. Romanos II företräddes av Romanos I och efterträddes av Nikeforos II Fokas.
Som barn giftes Romanos bort med Bertha, en illegitim dotter till Hugo av Italien, i alliansbyggande syfte. Hon bytte i och med giftermålet namn till Eudokia, men avled innan någon arvinge framfötts. Därmed upplöstes också den politiska alliansen. Romanos blev medregent till sin far Konstantin VII 945 och tog ensam tronen i besittning efter Konstantins död 959. Rykten gick att han eller hans nya gemål Teofano hade förgiftat fadern. Romanos rensade ut faderns tidigare medhjälpare och fyllde platserna med sina egna bundsförvanter. Även hans moder förvisades från hovet och hans fem systrar placerades i kloster.
Romanos regering präglades av stor tillit till byråkrater, vilket skapade missämja bland aristokratin. En stor militär bedrift under Romanos II (med hjälp av kompetenta generaler) var återtagandet av Kreta från muslimsk kontroll. Romanos II dog efter att ha ådragit sig någon sjukdom under en jaktexpedition. Återigen gick rykten om förgiftning från hustruns sida, något som dock ej gått att belägga.